# Wanstead (metrostation)
Wanstead is een station van de metro van Londen aan de Central Line. Het metrostation, dat in 1947 is geopend, ligt in de plaats Wanstead.

## Geschiedenis
In 1933 werd het openbaar vervoer in Londen genationaliseerd in de London Passenger Transport Board (LPTB), waardoor de verschillende metrobedrijven in één hand kwamen. LPTB kwam met het New Works Programme 1935-1940 om knelpunten in het metronet aan te pakken en nieuwe woonwijken op de metro aan te sluiten. De London & North Eastern Railway (LNER) had van haar rechtsvoorganger Great Eastern Railway o.a. twee voorstadslijnen met stoomdiensten door de noordoostelijke wijken in aanbouw overgenomen. LNER had echter geen geld om de voorstadslijn te elektrificeren en bovendien zouden forensen door een verlenging van de metro ook niet meer hoeven overstappen bij Liverpool Street. Het New Works Programme voorzag dan ook in de integratie van deze voorstadslijnen in de Central Line. De Fairlop Loop, tussen Ilford en Woodford, werd bij Ilford losgekoppeld van de spoorlijn naar het oosten en de metro kreeg een eigen tunnel tussen Newbury Park en Leytonstone. 
Deze tunnel, grotendeels onder de Eastern Avenue, met drie stations, waaronder Wanstead, betekende dat de metro niet zoals de stoomdiensten tussen het andere treinverkeer hoefde te rijden. In 1909 was er echter een wet aangenomen die verbood om de Central Line ten oosten van Liverpool Street te verlengen, deze wet werd ingetrokken in 1936 en een tweede wet uit 1936 regelde de overdracht van de Fairlop Loop aan de Underground. De drie stations in de nieuwe tunnel werden gebouwd om nieuwe woonwijken in Ilford te bedienen en het geheel zou begin 1941 in gebruik genomen worden. In juni 1940 werd de bouw echter als gevolg van het uitbreken van de Tweede Wereldoorlog stilgelegd, al waren de geboorde tunnels in ruwbouw gereed. Van 1942 tot 1945 werden de tunnels in ruwbouw, tussen Wanstead en Gants Hill, door Plessey gebruikt als fabriek voor vliegtuigonderdelen, communicatieapparatuur en granaathulzen. De aanleg van de metro werd na afloop van de oorlog hervat, op 4 december 1946 bereikte de Central Line Stratford, op 5 mei 1947 Leytonstone en op 14 december 1947 Newbury Park via de drie nieuwe ondergrondse stations waaronder Wanstead.

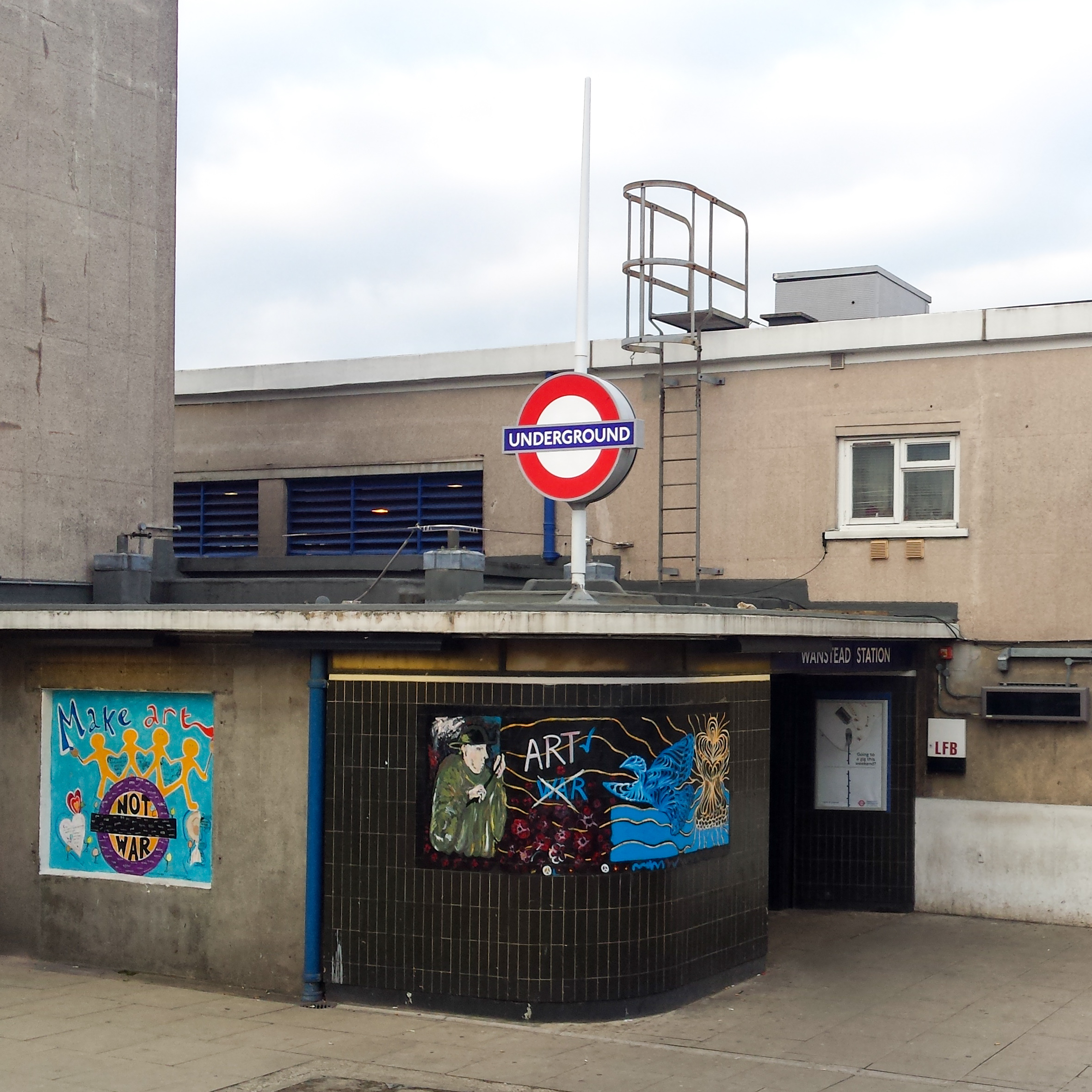
De zuidelijke ingang.
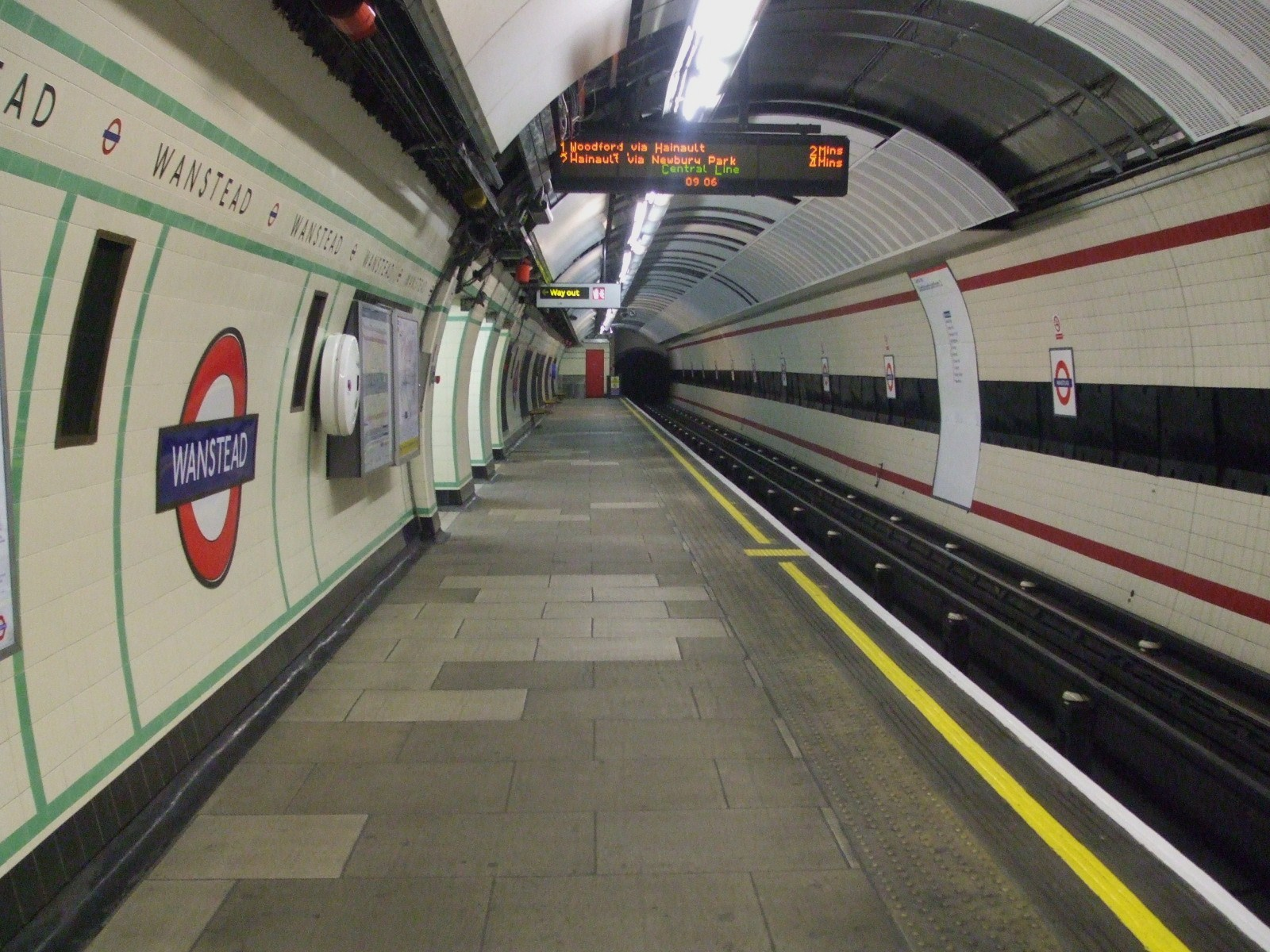
Het perron voor de metro's naar het oosten vlak voor de voltooiing van het groot onderhoud (foto: aug. 2008)
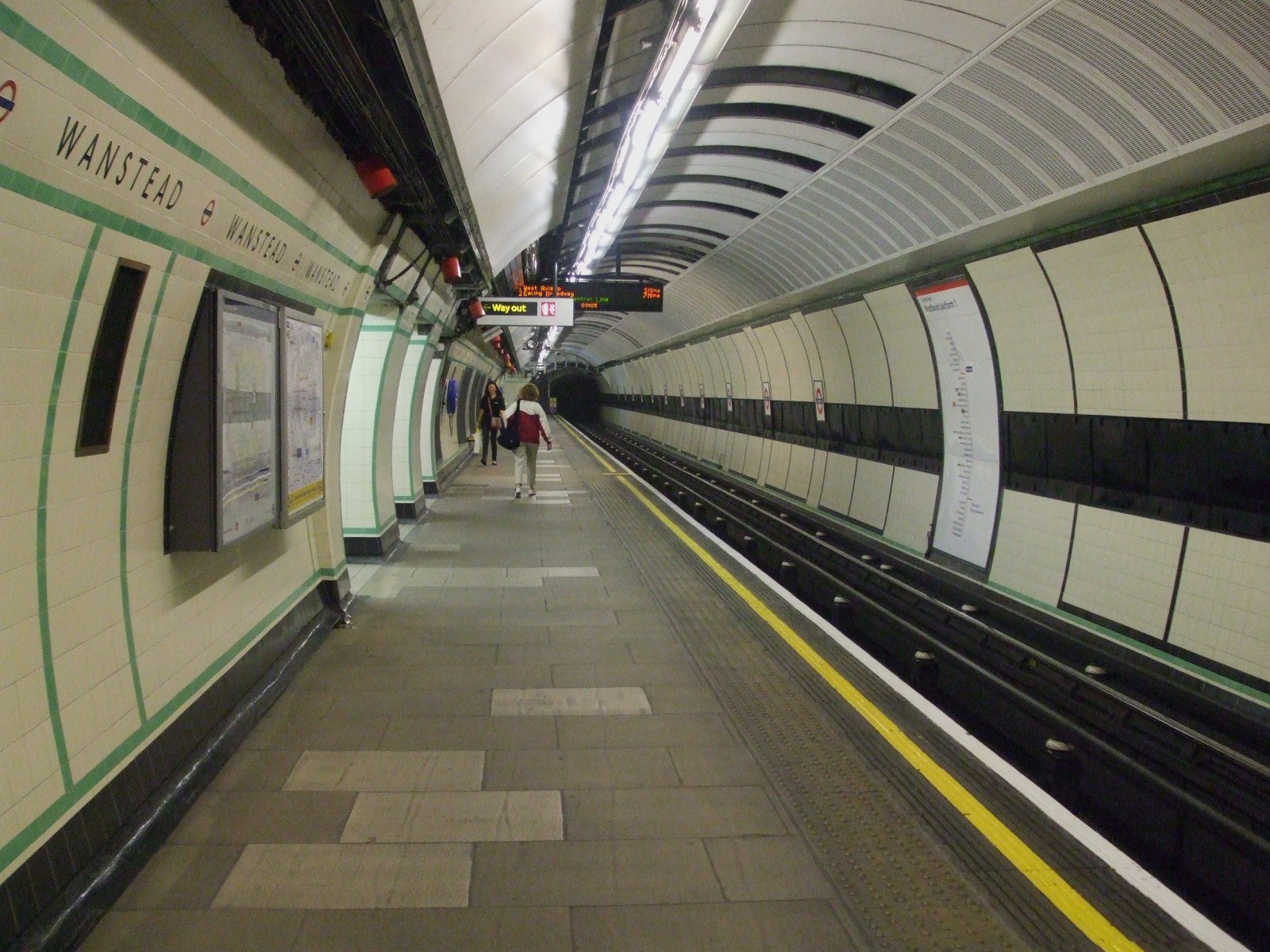
Het perron voor de metro's naar het westen vlak voor de voltooiing van het groot onderhoud (foto: aug. 2008)
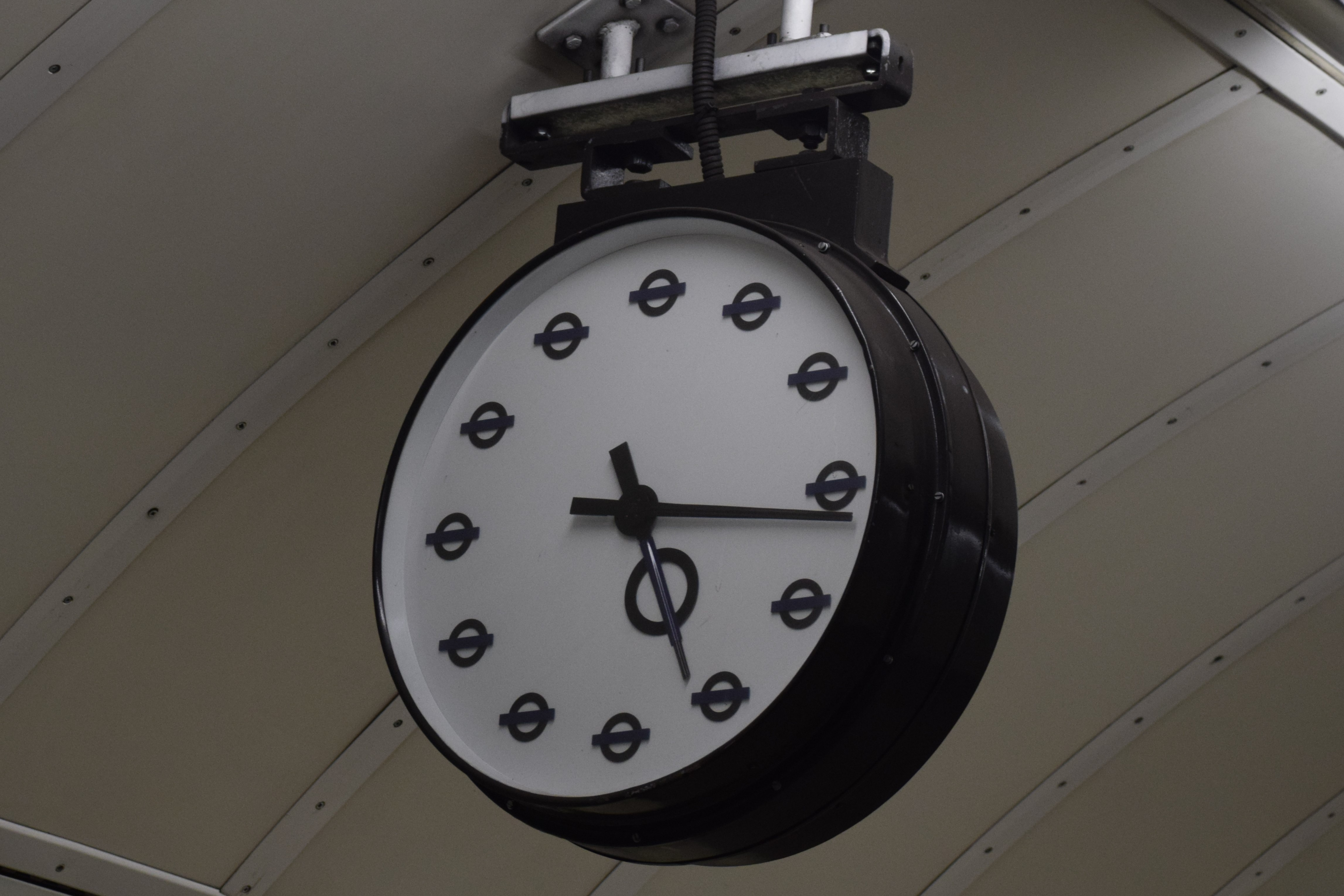
De perronklok boven het perron voor de metro's naar het westen.
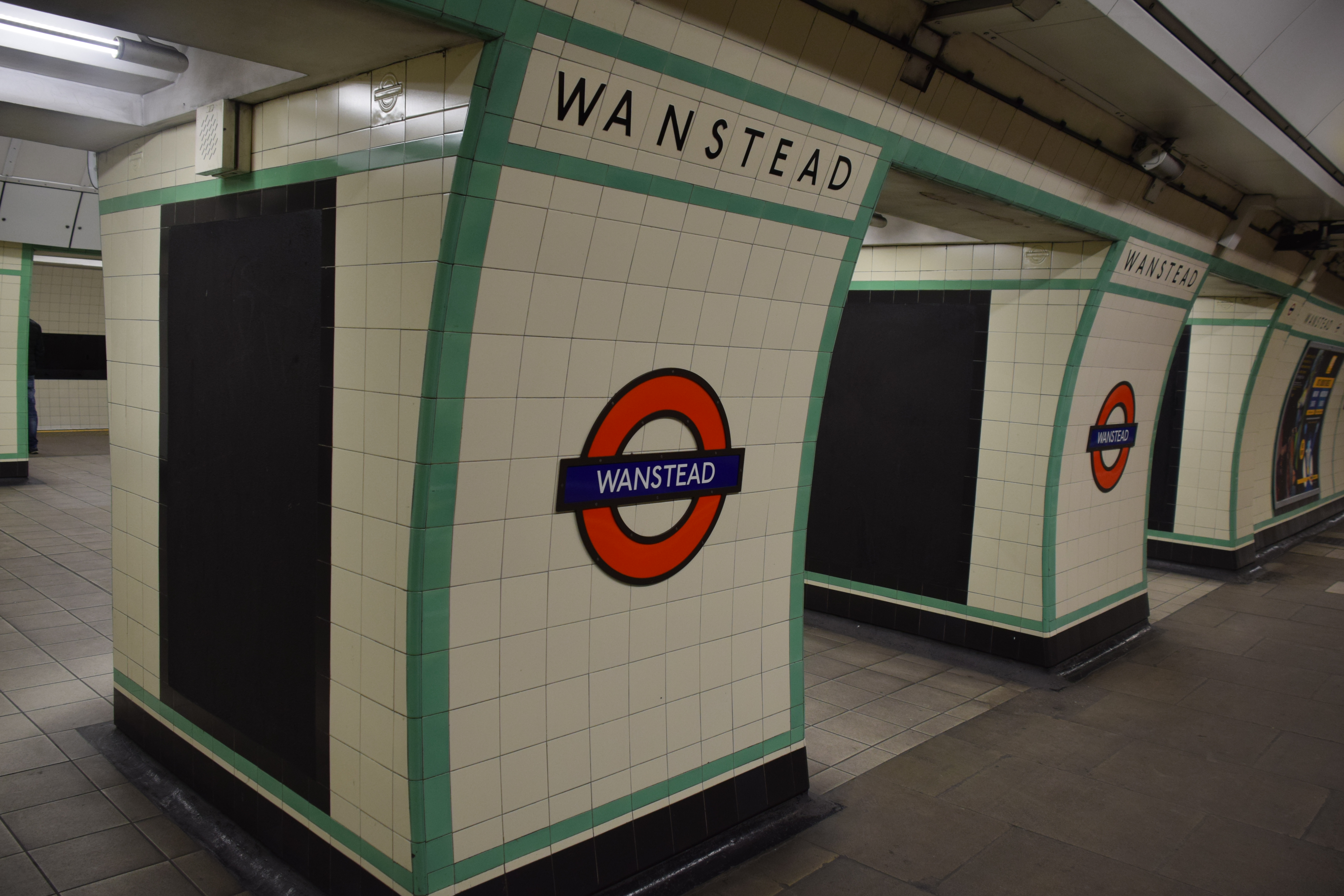
De doorgangen tussen perron en verdeelhal aan de perronzijde.
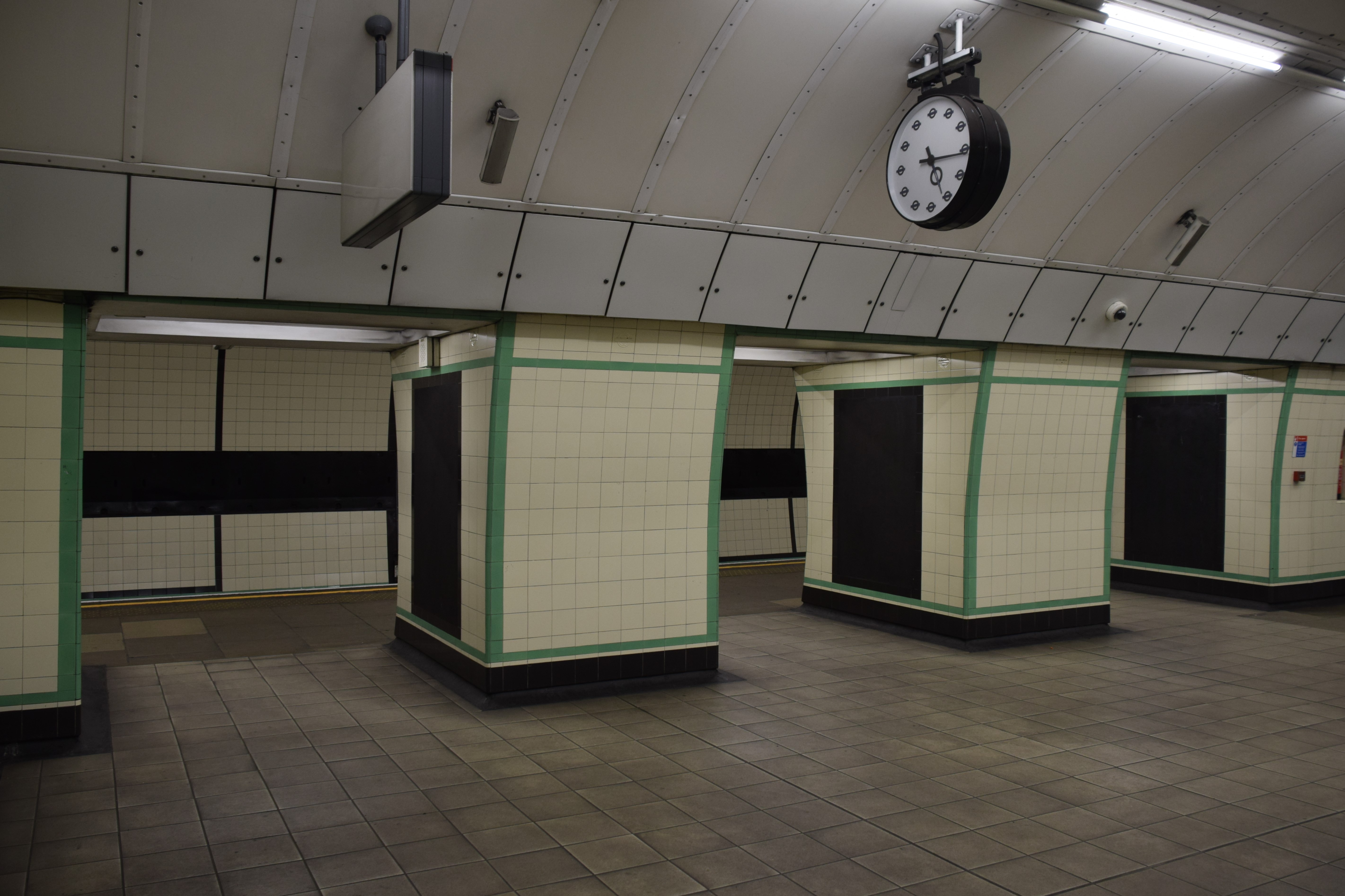
De doorgangen tussen perron en verdeelhal aan de roltrapzijde.

## Ligging en inrichting
Het station werd in het kader van het New Works Programme ontworpen door Charles Holden die kwam met een betonnen doos met veel raampartijen en een prominente ventilatietoren aan de westgevel. Het station ligt bij de noordoosthoek van George Green langs de Harrier Avenue, de beide ingangen liggen in de noord- en de zuidgevel op de kop van een gang die de ventilatietoren scheidt van de stationshal. Toen het station geopend werd op 14 december 1947 was slechts een roltrap geplaatst de tweede volgde in 1948. Deze houten roltrappen werden in 2003, als een van de laatsten van het netwerk, vervangen door metalen exemplaren. De stationshal is door twee roltrappen en een vaste trap verbonden met een kleine verdeelhal tussen de perrons. De perrons liggen tussen The Green en Camden Road op 19 meter onder het maaiveld. In 2006 werd begonnen met groot onderhoud, waaronder de vervanging van de originele betegeling bij de perrons, die zwaarbeschadigd was geraakt.